# Surprise
Een surprise (Frans uitgesproken als surpriese, Frans voor verrassing) is een verrassend cadeau, dat vaak ook zeer ingenieus en verrassend is verpakt.
Surprises komen in diverse vormen voor. Zo kent men naast cadeausurprises zoals bij het Nederlandse sinterklaasfeest ook muzikale surprises (onverwachte wendingen binnen een muziekstuk), of de bekende chocolade-ei verrassingen, waarin een eenvoudig speelgoedje is gestopt. Ook literair kunnen surprises voorkomen, zoals 'verrassende wendingen' in gedichten of proza.

## Sinterklaassurprises
Cadeaus die met het sinterklaasfeest in Nederland worden uitgewisseld tussen oudere kinderen of volwassenen worden vaak gegeven in de vorm van een surprise die wordt vergezeld van een sinterklaasgedicht. De surprise en het gedicht hebben in zo'n geval nogal eens betrekking op een interessante eigenschap van de ontvanger.
Vaak wordt door middel van lootjes trekken anoniem bepaald voor wie je een cadeautje moet kopen.
Surprises zijn bijvoorbeeld:
- Knutselwerk: een autoliefhebber krijgt een zelfgemaakte auto of een amateurfotograaf een zogenaamde camera; in het gedicht wordt dit als cadeau geïntroduceerd. In de auto of camera zit dan het echte cadeautje. Hierbij kan het gebeuren dat de ontvanger de surprise helemaal kapot moet maken om het echte cadeau eruit te halen.
- Goedmoedig plagen: iemand krijgt een brief waar zijn cadeau zich bevindt; en moet het hele huis door naar steeds weer een ander briefje. Een variant hierop is een doos met fopcadeautjes, waarbij een van de cadeautjes het echte cadeau is. De ontvanger moet dan steeds een cadeautje uitpakken net zolang tot deze het echte cadeau te pakken heeft gekregen.
- Moeilijk inpakken: een pepernoot in een enorme hoeveelheid oud papier, of een cadeautje in kippengaas enzovoorts.

Voor kleine kinderen is een surprise meestal ongeschikt. Dan is het beter om een cadeautje met alleen een gedicht te geven of alleen een cadeau.